# Abisare
Abisare va ser el sisè rei de la dinastia amorrita de Larsa, una ciutat-estat de Mesopotàmia. Era fill de Gungunum, a qui va succeir. Va ocupar el tron entre els anys 1841 aC i 1830 aC aproximadament.
Es va enfrontar al regne d'Isin, l'altra gran potència en aquella època, pel domini de la ciutat d'Ur. Va posseir Ur durant un temps i va vèncer el rei sumeri Ur-Ninurta, que va morir durant una batalla amb Larsa. Va acabar perdent Ur, que va passar a les mans de Bur-Sin, el fill d'Ur-Ninurta. Més tard, Sumuel, fill d'Abisare, va recuperar Ur.